# TimeShift
TimeShift — компьютерная игра, научно-фантастический шутер от первого лица, разработанный компанией Saber Interactive (подразделением из Санкт-Петербурга) для платформ PC, PlayStation 3 и Xbox 360.

## Сюжет
В ближайшем будущем учёным удается создать альфа-костюм, предназначенный для путешествий во времени. Эйден Крон — главный злодей игры, отправляется в прошлое и изменяет его. Создав альтернативную вселенную, он становится там абсолютным правителем. Главный герой, (изначально — полковник Майкл Свифт, но в финальной версии игры герой анонимен) получает в своё распоряжение бета-костюм (аналог альфа-костюма, но предназначенный для военных целей) и отправляется в прошлое с целью остановить разрушительные действия Крона. Но из-за того, что бета-костюм не был полностью закончен, и лаборатория взорвалась, точный прыжок во времени был невозможен. Герой попал в прошлое с опозданием во много лет по сравнению с Кроном. Теперь герою придётся пробиваться к Крону силой.
После прибытия в альтернативный поток времени, экипировка информирует Свифта о том, что двигатель обратного переноса на его костюме повреждён. Таким образом победа над Кроном становится единственным шансом для Свифта вернуться в «настоящее». Почти сразу же после прибытия Свифт присоединяется к повстанцам и получает приказ от их командира Кука. Его целью становится сервер в административном здании, на котором хранится информация, связанная с Кроном и его Магистратом. После успешного сбора данных Свифта эвакуируют на дирижабле. На борту дирижабля выясняется, что хронокостюм скопировал абсолютно все данные, хранившиеся на сервере. Из этих данных повстанцы узнают, что бойцы батальона «Дельта» всё ещё в плену, а не казнены, как считалось раньше. Кук приказывает Свифту освободить военнопленных, после чего у повстанцев появляется новая цель: захватить военный завод, на котором разрабатывается новое оружие Магистрата. Свифт проникает на территорию завода и узнаёт, что новым оружием были солдаты-киборги, способные контролировать время, но, в отличие от оператора хронокостюма, одни солдаты могут только замедлять время, другие — только останавливать. Свифт устраивает перегрев реактора и тем самым уничтожает завод. Затем повстанцы захватывают дирижабль, на котором собираются добраться до города и покончить с Магистратом раз и навсегда. Свифту с повстанцами удаётся добить остатки сил Магистрата и уничтожить штаб Крона — шагоход «Страж». После этого следует кат-сцена, в которой Свифт убивает Крона выстрелом в голову, забирает с альфа-экипировки двигатель обратного переноса и возвращается в «настоящее».
В финальном ролике Свифт переносится в лабораторию за три секунды до взрыва бомбы. Он успевает отключить бомбу, тем самым спасая Мариссу, Такера и остальной персонал лаборатории. После отключения бомбы Свифт пытается снять бета-экипировку, но искусственный интеллект костюма сообщает, что временной парадокс неизбежен и автоматически совершает прыжок во времени.

## Геймплей
В основе игрового процесса лежит идея возможности управлении временем. В распоряжении игрока находятся такие способности хронокостюма, как остановка времени, замедление времени и инверсия времени, которую можно эффективно использовать только в определённых ситуациях, в некоторых ситуациях эта опция вообще блокируется. Для манипуляции временем требуется энергия, которая расходуется во время использования, но потом быстро восстанавливается в обычном режиме. Игровая механика практически полностью построена на игре временем, полностью пройти игру без использования возможностей костюма невозможно из-за того, что некоторые загадки при переходе на следующий уровень или при перемещениях решаются только с помощью манипуляций со временем.

## Хронокостюм
В рамках проекта по перемещению во времени было создано два варианта костюмов-Альфа и Бета. Обе экипировки могут совершать как активные (прямое вмешательство), так и пассивные (наблюдение) прыжки в прошлое. Однако они различаются тем, что Бета экипировка была создана в военных целях и имеет более широкий спектр возможностей.

### Дополнительные возможности Бета-экипировки
- Замедление времени. В этом режиме энергия костюма расходуется медленно. Передвижение ускоряется.
- Остановка времени. В этом режиме энергия костюма расходуется быстро. Передвижение замедляется.
- Инверсия времени (воспроизведение времени в обратном ходе). В этом режиме энергия костюма расходуется быстро. Передвижение также замедляется.

При включении последней функции становится невозможным воздействовать на любые объекты, так как это может привести к парадоксу. Экипировка защищает пользователя от любых воздействий инверсии времени, как от положительных, так и отрицательных. В Бета-экипировку включены следующее системы:
- S².A.M. — Strategy System for Adaptable Metacognition (Стратегическая система для адаптации метаинформации)
- S.A.R. — System of Auto Return (Система автовозвращения)
- N.E.X.T² — Next-gen Exploration of Time Travel (Исследование перемещений во времени следующего поколения) Процессор S².A.M.

Процессор S².A.M.

S².A.M. — это искусственный интеллект, воплощённый в нанокомпьютерной сети Бета-экипировки, контролирующий все системы, в том числе и нейросистему пользователя. Подключается компьютер к ней с помощью наноимплантатов, проникающих в спинной мозг. При отрицательных изменениях в показаниях здоровья пользователя активирует процесс нейростимуляции. Быстрее всего этот процесс протекает во время остановки времени. ИИ костюма даёт тактические советы и указания, блокирует инверсию времени, если её применение может привести к парадоксу. Вся информация выводится на высокоточный визор. Энергия костюма самовосстанавливается.
Также Бета-экипировка способна самостоятельно взламывать ближайшие вражеские серверы и скачивать с них информацию, а затем передавать её на ближайшие серверы союзников.

## Отзывы
| Сводный рейтинг | Сводный рейтинг | Сводный рейтинг | Сводный рейтинг |
| Издание         | Оценка          | Оценка          | Оценка          |
| Издание         | PC              | PS3             | Xbox 360        |
| --------------- | --------------- | --------------- | --------------- |
| GameRankings    | 72,20 %         | 70,19 %         | 70,63 %         |

Ведущие программы «Без винта» отметили необычную механику игры: «главная особенность Timeshift — это time shift, возможность ненадолго останавливать, замедлять и даже перематывать назад время».